# فرانك إتش. باك
فرانك إتش. باك هو محامي وسياسي أمريكي، ولد في 23 سبتمبر 1887 في فاكافيلي في الولايات المتحدة، وتوفي في 17 سبتمبر 1942 في واشنطن العاصمة في الولايات المتحدة. نشط حزبياً في الحزب الديمقراطي. وقد انتخب عضو مجلس النواب الأمريكي ‏.